# Велика тварина
«Велика тварина» (пол. Duże zwierzę) — польський фільм 2000 року режисера Єжи Штура за сценарієм Кшиштофа Кесльовського, за мотивами оповідання Казімежа Орлося.

## Сюжет
Пан Зигмунд Савіцький, працівник банку, одного дня знаходить у своєму дворі верблюда. Він вирішує отримати з цього якийсь прибуток, тому з дружиною Марисею забирає верблюда та доглядає за ним. Але починаються неприємності як з іншими містянами, так і з місцевою владою.